# Serra Riccò

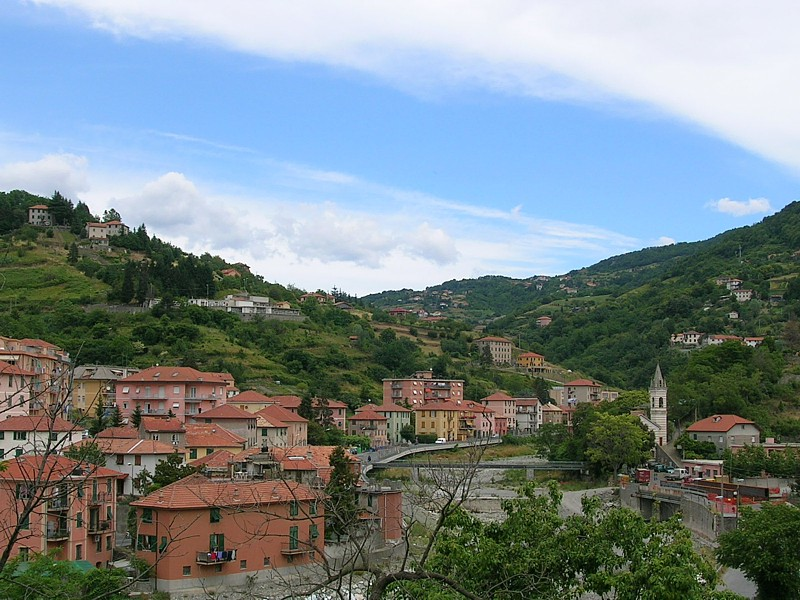
Ortsteil Pedemonte

Serra Riccò ist eine italienische Gemeinde in der Metropolitanstadt Genua mit 7581 Einwohnern (Stand 31. Dezember 2023).

## Geographie
Die Gemeinde liegt im Hochtal des Polcevera (Val Polcevera), das zum Einzugsgebiet der ligurischen Hauptstadt Genua gehört. Serra Riccò bildet das bevölkerungsreichste Zentrum im Val Polcevera.
Zusammen mit den Kommunen Sant’Olcese, Mignanego, Ceranesi und Campomorone bildet Serra Riccò die Comunità Montana Alta Val Polcevera.